# Miki, Hyōgo

Miki (三木市 Miki-shi?) este un municipiu din Japonia, prefectura Hyōgo.